# آگوست دی مارمونت
آگوست دی مارمونت (فرانسوی: duc de Raguse‎; ۲۰ ژوئیهٔ ۱۷۷۴ – ۲۲ مارس ۱۸۵۲)، ژنرال فرانسوی و یکی نجبا بود که توانست به مقام مارشال برسد. وی همچنین اولین دوک دوبروونیک نیز بود.